# 원 네이션 (영화)
《원 네이션》(프랑스어: Un peuple et son roi, 영어: One Nation, One King)은 2018년 9월에 개봉한 프랑스의 역사, 드라마 영화이다. 피에르 쉘러가 감독과 각본을 맡았다. 프랑스에서는 2018년 9월 26일에 개봉되었으며, 부산국제영화제에서는 2018년 10월 6일에, CGV 아트하우스에서는 2018년 11월 15일부터 2018년 11월 28일까지 진행된 프렌치 시네마 투어의 기획전으로 아트하우스관이 있는 전국 CGV에서 상영되었다.

## 줄거리
프랑스 혁명으로 바스티유 감옥이 습격을 당하고 도시가 흥분에 빠졌을 때, 파리의 노동자 계급인 세탁부 프랑수아즈와 떠돌이 바질은 새롭게 도래할 미래를 꿈꾸며 해방에 들뜬다. 한편, 장 폴 마라등은 혁명의 정치적 논쟁으로 국민공회에서 논쟁 중이었다.
영화에서는 8월 10일 사건으로 알려진 튈르리 궁 습격 사건도 중간에 언급하며, 루이 16세의 단두대 처형에서 이야기를 마무리한다. 다만 바스티유 감옥 습격 이후를 시작 시점으로 잡기 때문에, 바스티유 감옥 습격 장면은 나오지 않는다.

## 출연진
- 가스파르 울리엘 - 바질 역
- 루이 가렐 - 로베스피에르 역
- 로랑 라피트 - 주연
- 아델 하에넬 - 프랑수아즈 역
- 드니 라방 - 조연
- 니엘스 슈나이더 - 조연
- 셀린느 살레테 - 레인 아두 역
- 이지아 이즐랭 - 마고 역
- 올리비에 구르메 - 조연
- 노에미 르보브스키 - 솔랭 역
- 요한 리베루 - 조연
- 티보 에브라 - 조연
- 안드레이 치라 - 조연